# ラインタヤ郡区
ラインタヤ郡区 （ビルマ語: လှိုင်သာယာ မြို့နယ်、英語: Hlaingthaya Township）は、ミャンマー ヤンゴン市 ヤンゴン北部県にある郡区。郡区は20の小区（Ward）、9村によって構成される。郡区の北と西はタンダビン郡区、ヤンゴン川を超えて東はインセイン郡区、マヤンゴン郡区、ライン郡区、南はヤンゴン川とトゥワンテ郡区に接する。ラインタヤ郡区は1980年代に開発された発展した衛星都市である。ミャンマーで大きな工業団地のひとつであるラインタヤ工業団地があり、雑貨や軽工業を行う企業が入居している。郡区南西部にはFMIシティやプン・ライン・ガーデン・レジデンスなどの富裕市民やエリートが居住するゲーテッドコミュニティがある。サイクロン・ナルギスの被災後、避難民が移住し、人口が急増した。郡区は橋によって他郡区と接続しており、ヤンゴン川を越える橋はアウン・ザヤ橋、バインナウン橋。パン・ライン川を越えてトゥワンテ郡区に至る橋はパン･ライン橋である。

## 教育
ラインラヤ郡区には小学校46校、中学校8校、高等学校4校がある。ヤンゴン技術大学（YTU）のキャンパスも立地する。